# Академия Сорё
Академия Сорё (дат. Sorø Akademi) — школа-интернат и гимназия, расположенная в небольшом городке Сорё, Дания. Он ведет свою историю с XIII века, когда епископ Абсалон основал на этом месте монастырь, который был конфискован короной после Реформация, и с тех пор время от времени он служил учебным заведением в различных формах, в том числе как рыцарские академия, основанная Кристианом IV, и место высшего образования во время Золотого века Дании. Датский писатель и академик Людвиг Хольберг завещал большую часть своего состояния на восстановление академии в 1750 году после разрушительного пожара.

## История

### Конная академия Кристиана IV (1623—1665)
Академия Сорё ведет свою историю с 1140 года, когда архиепископ Абсалон основал цистерцианское аббатство Сорё в отдаленном лесном массиве на берегу озера Соро на острове Зеландия. Он превратился в самый известный и богатый монастырь Дании. После Реформации в 1536 году Корона конфисковала собственность Католической церкви, и бывшее аббатство сначала служило учебным заведением для протестанских священников, а затем Фредерик II превратил его в школу-интернат для равного количества мальчиков из дворянства и простолюдинов.
Академия Сорё была основана в 1623 году, когда Кристиан IV превратил школу-интернат в Академию верховой езды. Позже были предприняты попытки превратить его в настоящий университет, но он просуществовал как таковой всего около 20 лет, прежде чем закрылся в 1665 году.

### Вторая академия: эпоха Хольберга (1747—1793)
После закрытия помещение продолжало использоваться как школа до 1737 года. Были предприняты усилия по восстановлению академии, и примерно в 1740 году, во время правления Кристиана VI, старые здания были перестроены Лаурицем де Тура, однако планы не были реализованы до тех пор, пока Людвиг Хольберг, у которого не было наследников, его убедили завещать этому учреждению свое значительное состояние. Соглашение, которое в конечном итоге было заключено, освободило Хольберга от уплаты налогов с доходов от его земель, и для достижения этой цели он был удостоен титула барона.
С Хольбергом также консультировались по вопросам организации академии и назначения профессоров. Йенс Шильдеруп Снидорф был назначен профессором политических наук по его рекомендации в 1751 году.

### Место Золотого века
Главное крыло сгорело во время пожара в 1813 году, но было перестроено с 1822 по 1827 год по проекту Педера Маллинга. В 1825 году, ещё до того, как реконструкция была завершена, Академия Сорё вновь открылась. В течение следующих десятилетий он стал центральным местом Золотого века Дании, а центральной фигурой стал Бернхард Северин Ингеманн. В этот период Академию посетили НФС Грундтвиг, Ханс Кристиан Андерсен и Бертель Торвальдсен.

## Здания

### Главное крыло и сады
Нынешнее главное крыло спроектировано Педером Маллингом в Неоклассическом стиле, который больше опирается на греческую, чем на Римскую архитектуру. Его интерьер украшен декоративными работами Георга Хилкера.
Академию окружает парк в английском стиле, известный как Сад Академии. В парке расположено здание Вэнгет, в котором находится Физический кабинет Адама Вильгельма Хауха, одна из крупнейших коллекций научных инструментов в Европе.

### Часовня
Монастырская церковь является примером цистерцианского мастерства. Это третья по длине церковь в Дании и одна из первых Датских церквей, построенных из Кирпича. Реформация побелила традиционные украшения церкви; недавно древние фрески были обнаружены и частично восстановлены. В церкви похоронены Хольберг, король Вальдемар Аттердаг (1340—1375) и его отец король Кристофер II (1276—1332).

### Другие здания
Сторожка сегодня является старейшим жилым зданием в Дании. Именно здесь Саксон Грамматик написал знаменитые хроники «Деяния данов», Средневековый исторический труд, повествующий о раннехристианской истории Скандинавии.
Две бывшие профессорские Резиденции, сегодня известные как Дом Молбека и Дом Ингемана, пережили пожар 1813 года и датируются перестройкой Академии Лаурицем де Тура в 1740 году.
Старый колодец, возникший на территории первоначального аббатства, в 1915 году был увенчан колодезным домом, спроектированным Мартином Найропом, одним из бывших учеников школы.
Другие здания — это Дом ректора, Выпускник и здание библиотеки.

## Академия Сорё сегодня

### Школа
В нынешней школе учатся 630 учеников, из которых 140 — пансионеры и студенты выходного дня из Сорё, Рингстеда и окрестностей.

### Коллекции
В библиотеке имеется большая коллекция старинных и редких книг.
Физический кабинет Вильгельма Хауха, одна из крупнейших коллекций научных инструментов в Европе.

### Фонд Академии Сорё
Фонд Академии Сорё (Stiftelsen Sorø Akademi) владеет примерно 6000 гектарами земли, преимущественно покрытой лесом. Фонд также владеет рядом объектов недвижимости в городе Сорё, включая Сорё Клостеркирке.

## Известные люди

### Бывшие сотрудники
- Рейнхольд Тимм (1623), художник
- Авраам Вухтерс (1639), художник
- Иоганн Элиас Шлегель (1748—1749), история, политические науки, торговые науки
- Йенс Шильдеруп Снидорф (1751), политические науки
- Иоганн Бернхард Базедов (1753), моральная философия
- Ове Хёг-Гульдберг (1761—1764), государственный деятель, историк и фактический премьер-министр.
- Йохан Теодор Хольмшельд (1762—1765), медицина и естествознание.
- Ингеманн Бернхард Северин (1822), датская литература
- Фредерик Джонструп (1818—1894), минералогия, естественные науки
- Кристен Далсгаард (1862—1892), художник
- Оге Блюменсадт (1889—1939), художник.

### Бывшие студенты
- Ульрих Датский (1611—1633), администратор княжеского епископства Шверина, военный.
- Эсайас Флейшер (1633—1697), гравер.

### Студенты после 1825 года
- Хинрих Йоханнес Ринк, геолог
- Ринк Йоханнес Хинрик, художник
- Карл Стин Андерсен Билле, журналист, политик и государственный служащий
- Фредрик Байер (студент 1848-54 гг., не окончил)
- Хиорт-Лоренцен, журналист и писатель
- Кристиан Хенрик Арендар, губернатор Датской Вест-Индии
- Мартин Нироп (присутствовал в 1859—1865 гг.), архитектор
- Кристиан Зартманн, художник
- Ганс Эгеде Будц, актёр
- Герман Банг, писатель
- Пол Расмусен, политик
- Сигурд Лангберг, актёр
- Эббе Хамерик, композитор
- Ганс Кирк, писатель
- Йёрген Якобсен Франц, писатель
- Оге Канн Расмуссен, инженер
- Уве Аруп, инженер-строитель
- Эрик Зайденфаден, журналист
- Гуннар Зайденфаден, дипломат и ботаник,
- Могенс Бойзен, офицер и переводчик
- Дэн Финк, бизнесмен
- Виллум Канн Расмуссен, инженер
- Ханс Энгель, журналист, политик
- Ханс Оле Терс, композитор
- Кристиан Карстен Хансен, предприниматель в области биотехнологий
- Трюгви Самуэльсен, юрист
- Ларс Фааборг-Андерсен, посол
- Эйгиль Нильсен, палеонтолог.

Среди других датчан, связанных с Академией, — художники XIX века Фредерик Вермерен и Кристен Далсгаард, писатель Ханс Кристиан Андерсен, скульптор Йоханнес Видевельт, создавший памятник Хольбергу в часовне Академии, и геолог Ринк Йоханнес Хинрик.